# East Air
East Air war eine tadschikische Fluggesellschaft mit Sitz am Flughafen Qurghonteppa.

## Geschichte
East Air wurde 2007 gegründet. Im Oktober 2014 wurde der Fluggesellschaft von der tadschikische Aufsichtsbehörde die Air Operator Certificate entzogen.

## Flugziele
East Air flog nationale Ziele in Tadschikistan und den Nachbarländern an. Die Ziele waren Bischkek, Duschanbe, Kulob, Qurghonteppa, Kasan, Moskau-Domodedowo, Nowosibirsk, Tscheljabinsk, Orenburg, Sankt Petersburg und Jekaterinburg.

## Flotte
Die Flotte der East Air bestand im Oktober 2014 aus sieben Flugzeugen (beide inaktiv):
- 5 Airbus A320-200
- 1 Boeing 737-300
- 1 Boeing 737-400